# Ohshimella ocula
Ohshimella ocula is een zeekomkommer uit de familie Sclerodactylidae.
De wetenschappelijke naam van de soort werd in 1970 gepubliceerd door Gustave Cherbonnier.